# Wuyangba (sockenhuvudort i Kina, Hubei Sheng, lat 30,27, long 109,49)
Wuyangba (kinesiska: 舞阳坝, 舞阳坝街道) är en sockenhuvudort i Kina. Den ligger i provinsen Hubei, i den centrala delen av landet, omkring 460 kilometer väster om provinshuvudstaden Wuhan. Antalet invånare är 168 902. Befolkningen består av 86 174 kvinnor och 82 728 män. Barn under 15 år utgör 12,0 %, vuxna 15-64 år 81 %, och äldre över 65 år 6,0 %.
Runt Wuyangba är det ganska tätbefolkat, med 124 invånare per kvadratkilometer. Wuyangba är det största samhället i trakten. I omgivningarna runt Wuyangba växer huvudsakligen savannskog.
Genomsnittlig årsnederbörd är 1 593 millimeter. Den regnigaste månaden är september, med i genomsnitt 282 mm nederbörd, och den torraste är december, med 19 mm nederbörd.